# Lillgöl (Västra Eds socken, Småland)
Lillgöl är en sjö i Västerviks kommun i Småland och ingår i Vindån-Storåns huvudavrinningsområde. Sjön ligger i utkanten av byn Vråka.